# Burey-en-Vaux
 Burey-en-Vaux  là một xã thuộc tỉnh Meuse trong vùng Grand Est đông nam nước Pháp. Xã này nằm ở khu vực có độ cao trung bình 254 mét trên mực nước biển.